# Hippopotamus lemerlei
Hippopotamus lemerlei är en utdöd däggdjursart som beskrevs av Grandidier 1868. Hippopotamus lemerlei ingår i släktet Hippopotamus och familjen flodhästar. IUCN kategoriserar arten globalt som utdöd. Inga underarter finns listade i Catalogue of Life.
De flesta kvarlevor av arten hittades i låglandet på södra Madagaskar. Enligt undersökningar med kol-14-metoden dog Hippopotamus lemerlei ut för 1000 år sedan eller tidigare. Olika historier som sprids under Madagaskars befolkning berättar om iakttagelser under nyare tider. Antagligen var det tillfälliga besök från flodhästen (Hippopotamus amphibius) på Madagaskar.
Vid slutet av 1800-talet beskrevs två småväxta utdöda flodhästar från Madagaskar, Hippopotamus lemerlei och Hippopotamus madagascariensis (Guldberg, 1883). Senare undersökningar visade att typen som Guldberg använde föreställer samma art så att båda vetenskapliga namn är synonymer.
Året 1902 beskrev Charles Immanuel Forsyth Major ett annat skelett som han trodde är Hippopotamus madagascariensis och därför valde han inget nytt namn. Kvarlevorna skiljer sig tydlig från Hippopotamus lemerlei och föreställer därmed en annan art. Arten fick 2011 namnet Hippopotamus guldbergi.

## Bildgalleri

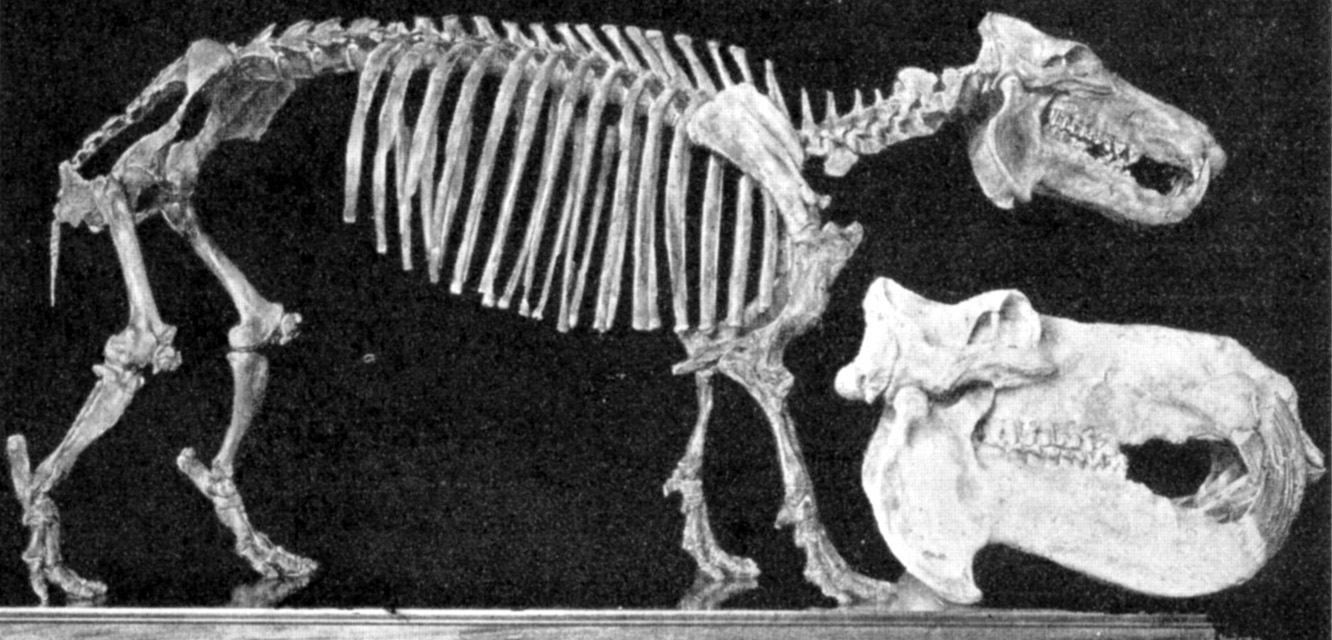
Skelett av Hippopotamus lemerlei eller Hippopotamus guldbergi tillsammans med en skalle av flodhästen.
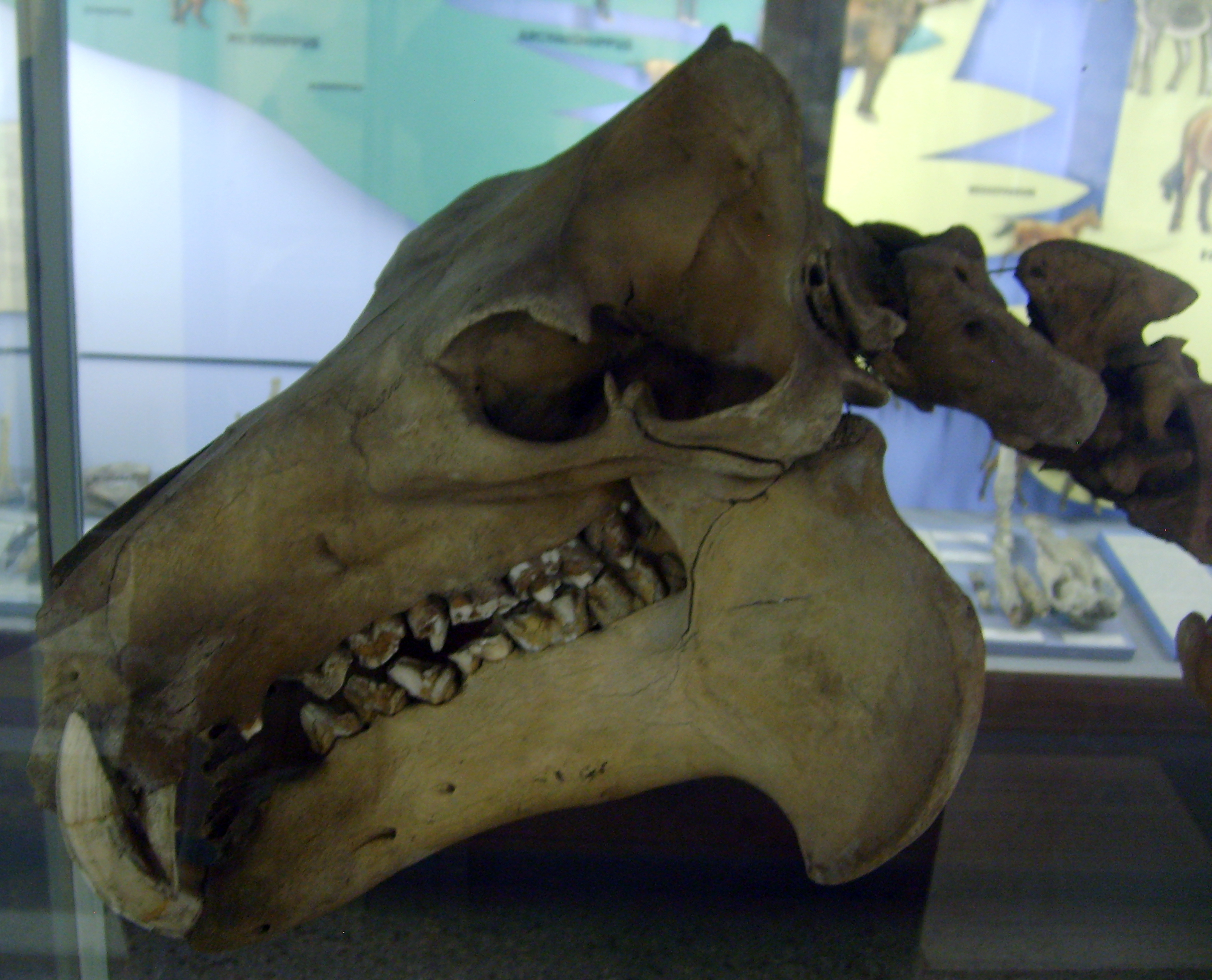
Skalle av Hippopotamus lemerlei